# Liste jüdischer Friedhöfe in der Ukraine
Die Liste der jüdischen Friedhöfe in der Ukraine gibt einen Überblick zu jüdischen Friedhöfen in der Ukraine. Die Liste erhebt keinen Anspruch auf Vollständigkeit. Die Sortierung erfolgt alphabetisch nach den Ortsnamen.

## Liste der Friedhöfe
| Bezeichnung                         | Bild           | Ort                                             | Oblast          | Weitere Informationen                             |
| ----------------------------------- | -------------- | ----------------------------------------------- | --------------- | ------------------------------------------------- |
| Jüdischer Friedhof (Banyliw)        | weitere Bilder | Banyliw                                         | Tscherniwzi     |                                                   |
| Jüdischer Friedhof (Bels)           | weitere Bilder | Bels                                            | Lwiw            |                                                   |
| Jüdischer Friedhof (Berdytschiw)    | weitere Bilder | Berdytschiw                                     | Schytomyr       |                                                   |
| Jüdischer Friedhof (Bereschany)     | weitere Bilder | Bereschany                                      | Ternopil        |                                                   |
| Jüdischer Friedhof (Boryslaw)       | weitere Bilder | Boryslaw                                        | Lwiw            |                                                   |
| Jüdischer Friedhof (Brody)          | weitere Bilder | Brody                                           | Lwiw            |                                                   |
| Jüdischer Friedhof (Burschtyn)      | weitere Bilder | Burschtyn                                       | Iwano-Frankiwsk |                                                   |
| Jüdischer Friedhof (Busk)           | weitere Bilder | Busk                                            | Lwiw            |                                                   |
| Jüdischer Friedhof (Butschatsch)    | weitere Bilder | Butschatsch                                     | Ternopil        |                                                   |
| Jüdischer Friedhof (Chotyn)         |                | Chotyn                                          | Tscherniwzi     |                                                   |
| Jüdischer Friedhof (Chyriw)         |                | Chyriw                                          | Lwiw            |                                                   |
| Jüdischer Friedhof (Czernowitz)     | weitere Bilder | Czernowitz                                      | Tscherniwzi     |                                                   |
| Jüdischer Friedhof (Dobromyl)       | weitere Bilder | Dobromyl                                        | Lwiw            |                                                   |
| Jüdischer Friedhof (Dowhe, Chust)   | weitere Bilder | Dowhe (Chust), Rajon Chust                      | Transkarpatien  |                                                   |
| Jüdischer Friedhof (Dubno)          | weitere Bilder | Dubno                                           | Riwne           |                                                   |
| Jüdischer Friedhof (Herza)          |                | Herza                                           | Tscherniwzi     |                                                   |
| Jüdischer Friedhof (Jaryschiw)      | weitere Bilder | Jaryschiw                                       | Winnyzja        |                                                   |
| Jüdischer Friedhof (Kalusch)        | weitere Bilder | Kalusch                                         | Iwano-Frankiwsk |                                                   |
| Jüdischer Friedhof (Kiew)           | weitere Bilder | Kiew, Lukjaniwskyj                              |                 |                                                   |
| Jüdische Friedhöfe Lwiw             | weitere Bilder | Lwiw                                            | Lwiw            | Alter Friedhof, Neuer Friedhof, Kleiner Friedhof. |
| Jüdischer Friedhof (Lyssjanka)      |                | Lyssjanka                                       | Tscherkassy     |                                                   |
| Jüdischer Friedhof (Machniwka)      | weitere Bilder | Machniwka (Chmilnyk)                            | Winnyzja        |                                                   |
| Jüdischer Friedhof (Medschybisch)   | weitere Bilder | Medschybisch (Lage)                             | Chmelnyzkyj     | Bilder vom „neuen“ Friedhof: siehe                |
| Jüdischer Friedhof (Nowoselyzja)    | weitere Bilder | Nowoselyzja                                     | Tscherniwzi     |                                                   |
| 1. Jüdischer Friedhof (Odessa)      | weitere Bilder | Odessa                                          | Odessa          |                                                   |
| 2. Jüdischer Friedhof (Odessa)      | weitere Bilder | Odessa                                          | Odessa          |                                                   |
| 3. Jüdischer Friedhof (Odessa)      | weitere Bilder | Odessa                                          | Odessa          |                                                   |
| Jüdischer Friedhof (Pidhajzi)       | weitere Bilder | Pidhajzi                                        | Ternopil        |                                                   |
| Jüdischer Friedhof (Pryborschawske) | weitere Bilder | Pryborschawske, Dorf Dowhe (Chust), Rajon Chust | Transkarpatien  |                                                   |
| Alter jüdischer Friedhof (Rohatyn)  | weitere Bilder | Rohatyn                                         | Iwano-Frankiwsk |                                                   |
| Neuer jüdischer Friedhof (Rohatyn)  | weitere Bilder | Rohatyn                                         | Iwano-Frankiwsk |                                                   |
| Jüdischer Friedhof (Skole)          | weitere Bilder | Skole                                           | Lwiw            |                                                   |
| Jüdischer Friedhof (Staryj Sambir)  | weitere Bilder | Staryj Sambir                                   | Lwiw            |                                                   |
| Jüdischer Friedhof (Storoschynez)   | weitere Bilder | Storoschynez                                    | Tscherniwzi     |                                                   |
| Jüdischer Friedhof (Turka)          | weitere Bilder | Turka                                           | Lwiw            |                                                   |
| Jüdischer Friedhof (Uman)           | weitere Bilder | Uman                                            | Tscherkassy     |                                                   |
| Jüdischer Friedhof (Waschkiwzi)     | weitere Bilder | Waschkiwzi                                      | Tscherniwzi     |                                                   |
| Jüdischer Friedhof (Wojnyliw)       | weitere Bilder | Wojnyliw                                        | Iwano-Frankiwsk |                                                   |
| Jüdischer Friedhof (Wyschnyzja)     | weitere Bilder | Wyschnyzja                                      | Tscherniwzi     |                                                   |